# Korál zsinagóga (Vilnius)

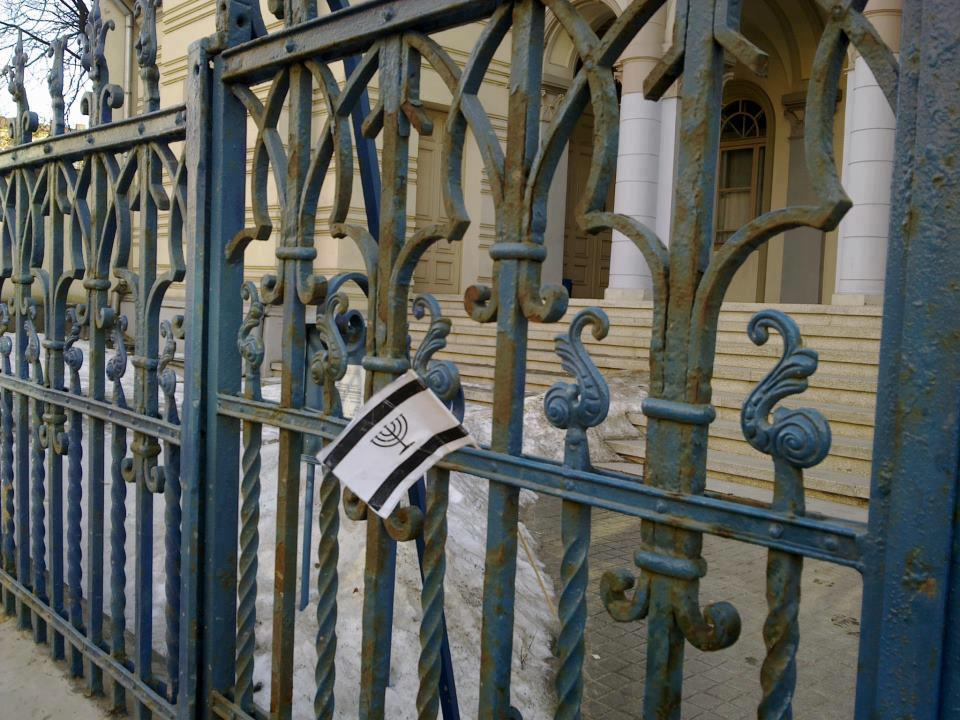
Jiddis zászló a zsinagóga kerítésén

A vilniusi Korál zsinagóga (litvánul: Vilniaus choralinė sinagoga) az egyetlen még ma is használatban lévő zsinagóga Vilniusban. A többi zsinagógát részben lerombolták a második világháború alatt, amikor Litvánia a náci Németország megszállása alatt állt, majd részben a szovjet hatóságok a háború után.
A Korál zsinagóga 1903-ban neoromán-mór stílusban épült.
Ez az egyetlen aktív zsinagóga, amely túlélte mind a holokausztot, mind a szovjet megszállást a városban, amelynek valaha több mint 100 zsinagógája volt. Litvánia Szovjetunió általi megszállása során a zsinagógát államosították és fémgyárrá alakították át. Ennek eredményeként az épület jelentős károkat szenvedett. 2010-ben felújították, és nem sokkal később újra zsinagógaként nyitották meg. Nemzetközi adományoknak és egy kis vilniusi zsidó közösség támogatásának köszönhetően. A zsinagógában istentiszteleteket tartanak és nyitva áll a látogatók előtt. A hívők többsége holokauszt-túlélő, illetve a volt szovjet tagköztársaságokból származik.
2019-ben a zsinagógát és a helyi zsidó közösség központját ideiglenesen bezárták jobboldali csoportok fenyegetései miatt. A döntés egybeesett az antiszemita retorika növekedésével, amely a második világháború litván kollaboránsainak tiszteletének nyilvános vitájához kapcsolódott.

## Galéria

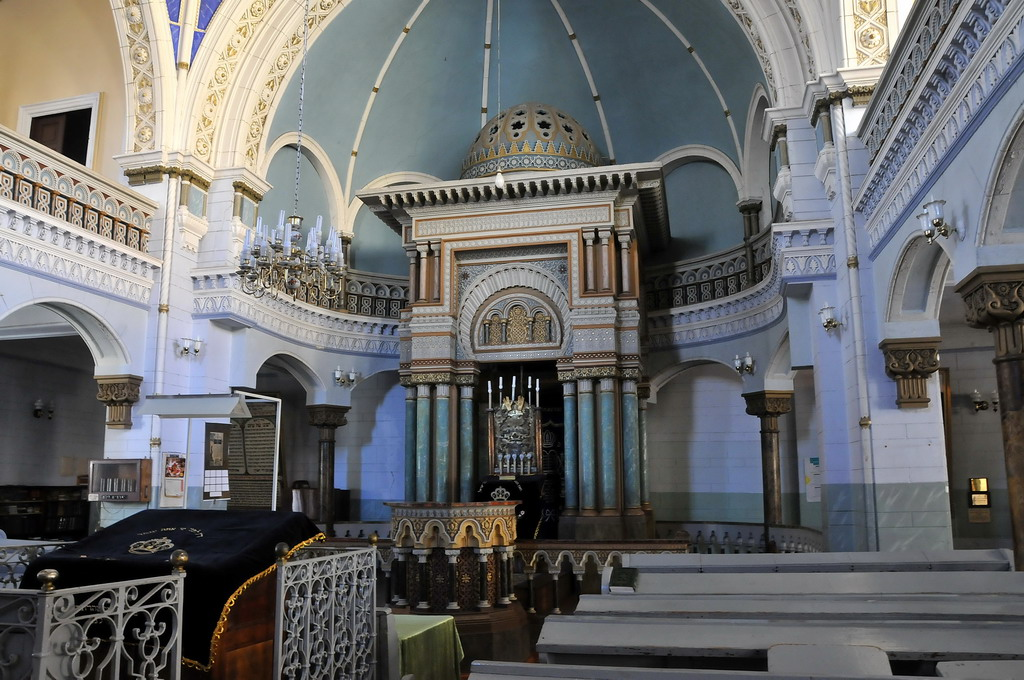
Belső tér
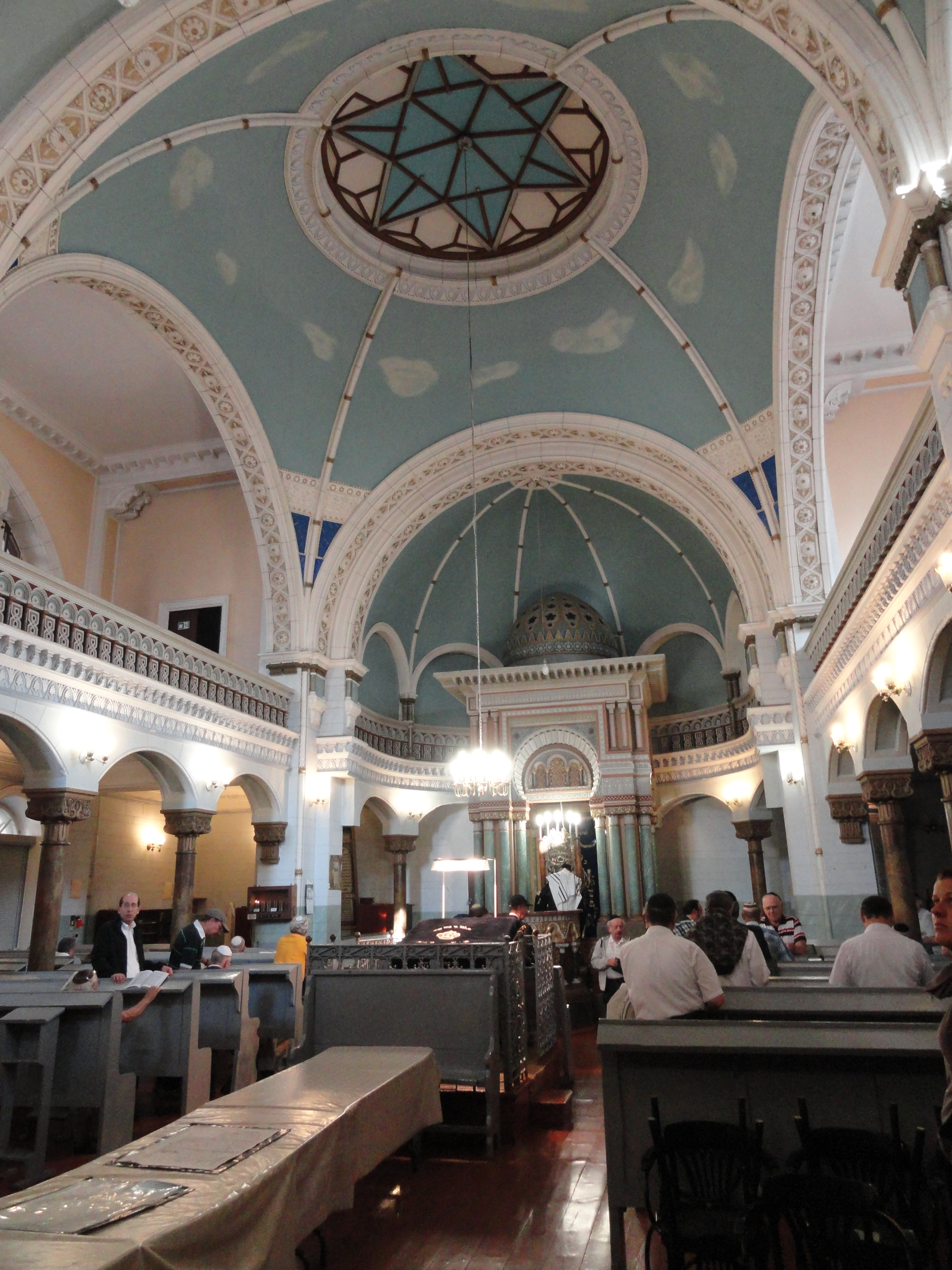
Belső tér
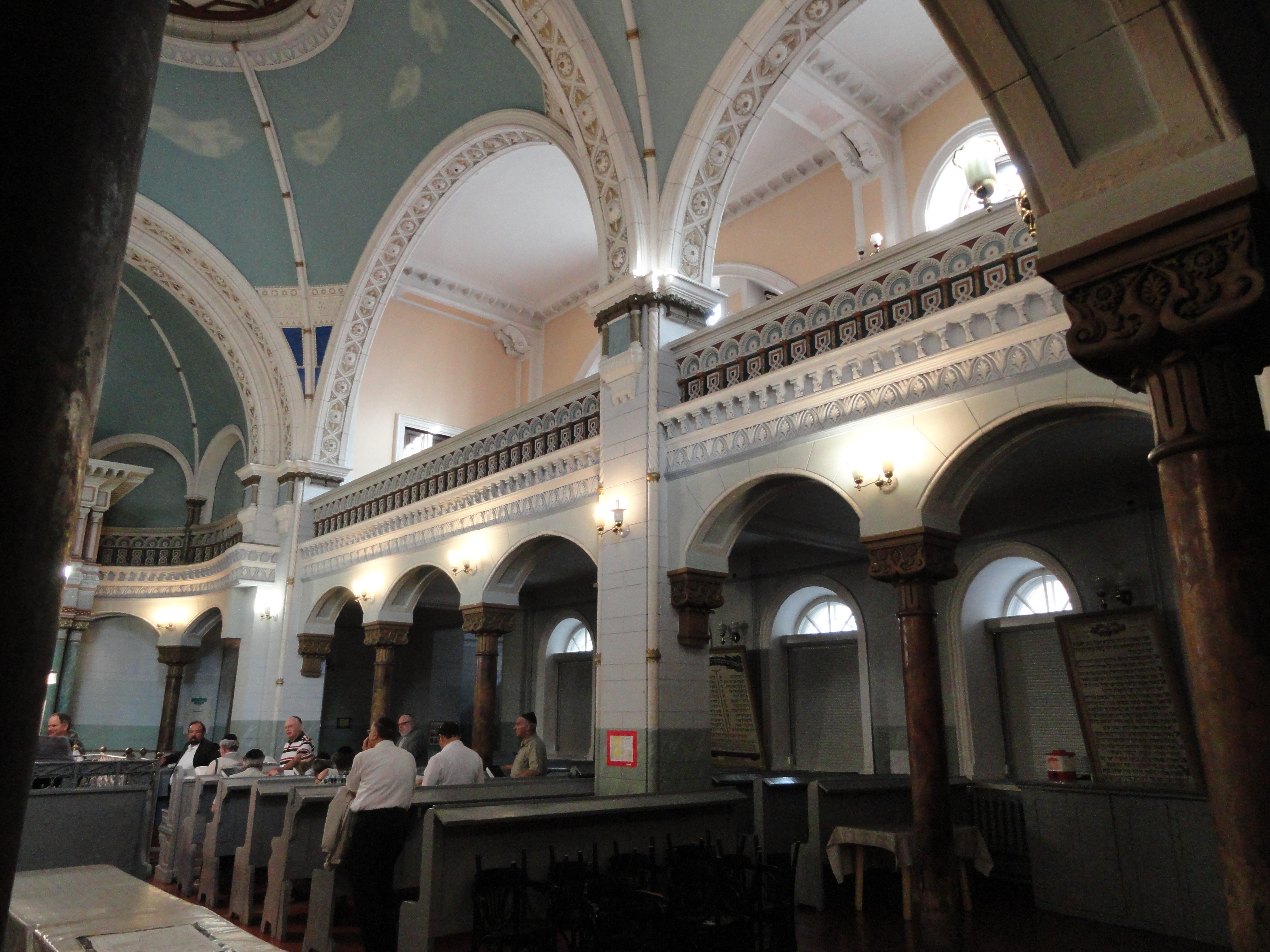
Belső tér
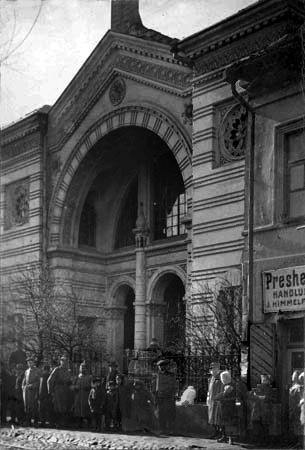
1916-ban

## Fordítás
- Ez a szócikk részben vagy egészben  a   Choral Synagogue (Vilnius) című angol Wikipédia-szócikk ezen változatának fordításán alapul.  Az eredeti cikk szerkesztőit annak laptörténete sorolja fel. Ez a jelzés csupán a megfogalmazás eredetét és a szerzői jogokat jelzi, nem szolgál a cikkben szereplő információk forrásmegjelöléseként.